# Verfkrabber

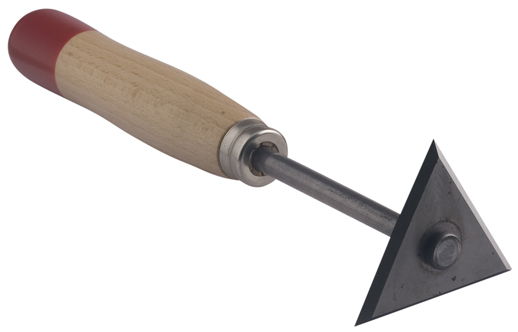
Professionele verfkrabber 6CM

Een verfkrabber is een stuk gereedschap voor het afkrabben en zo verwijderen van (meestal oude) verf of laklagen.
Het meest gebruikte model bestaat uit een houten handvat, waarin een stalen staaf is bevestigd. Aan het uiteinde zit haaks op de staaf een driehoekig stalen blad gemonteerd, waarvan de drie zijden een scherp geslepen vouw hebben. Er zijn ook modellen die geslepen kunnen worden naar het model van de af te krabben ondergrond. Bijvoorbeeld hol of bol geprofileerde raamkanten, gootlijsten en dergelijke. Ook zijn er rechthoekige verfkrabbers voor bijvoorbeeld sponningen en hoekige profielen.
Om verf daadwerkelijk los te krijgen, wordt bij het gebruik van een verfkrabber ook gebruikgemaakt van een verfstripper of afbijtmiddel om de verf te laten bladderen. Daarna kan met de verfkrabber de losgebladderde verf verwijderd worden. Om dit proces zo gemakkelijk mogelijk te maken is een goede verfkrabber scherp. Nadeel hiervan is dat de ondergrond hierdoor kan beschadigen.